# Taiyō Ayukawa
Taiyō Ayukawa (鮎川 太陽 Ayukawa Taiyō?,  Tokio, Japón, 18 de enero de 1991) es un actor, modelo y ex-cantante japonés, afiliado a S inc. Ayukawa es principalmente conocido por haber sido miembro del grupo masculino Ya-Ya-yah entre 2001 y 2007. Estuvo afiliado con Johnny & Associates y posteriormente con Production Ogi. Desde 2018, Ayukawa se unió a la agencia S inc. después de trabajar algún tiempo como artista independiente.

## Biografía

### 2001-07: Ya-Ya-yah
Ayukawa nació el 18 de enero de 1991 en la ciudad de Tokio, Japón. Su padre es nativo de la prefectura de Kagoshima, por lo que Ayukawa puede hablar el dialecto Kagoshima. Su madre, por otra parte, es oriunda de la prefectura de Nagano. El 6 de octubre de 2001, a la edad de apenas diez años, se unió a la agencia de talentos Johnny & Associates como aprendiz; fue colocado en el grupo junior Ya-Ya-yah en ese mismo año junto con otros cinco aprendices. El grupo debutó el 15 de mayo de 2002 con un cover del sencillo Yūki 100%/Sekai ga Hitotsu ni Narumade, el cual fue usado como tema principal para la serie de anime Ninja Boy Rantaro. En 2004, Ayukawa debutó como actor interpretando a Takashi Kozuka en la serie televisiva Kinpachi-sensei. Junto a sus compañeros de banda Hikaru Yaotome y Kōta Yabu, Ayukawa fue galardonado con el premio Nikkan Sports en la categoría de mejor actor por su desempeño en Kinpachi-sensei.
El 24 de septiembre de 2007, se anunció que Yabu y Saotome abandonarían Ya-Ya-yah para debutar en el recién formado grupo Hey! Say! JUMP, siendo ahora Ayukawa y Shoon Yamashita los únicos integrantes del primero. El 30 de noviembre de 2007, Ayukawa abandonó Johnny & Associates y Ya-Ya-yah, teniendo como único miembro a Yamashita, fue oficialmente disuelto. 
Sobre lo sucedido, un portavoz de Johnny's comentó que:

«Ayukawa era adorable y tenía una personalidad inocente que lo convirtió en uno de los favoritos del presidente de la agencia, Johnny Kitagawa, pero tras llegar a la pubertad entró en un proceso de crecimiento acelerado. En la secundaria medía 1,85 m de estatura. Al ser tan alto, era una cabeza más alto que todos los demás artistas, lo cual no era bueno en términos de equilibrio y gradualmente le fueron dados menos y menos trabajos. Al final, se ve que tomó la decisión de abandonar la agencia».

### 2011-presente
Tras su salida de Johnny's, Ayukawa entró en un período de inactividad que se extendió hasta 2011. En 2009, se graduó de la Escuela Secundaria Horikoshi junto a los actores Haruma Miura, Kimito Totani, Saki Fukuda, Misako Renbutsu y su antiguo compañero de banda, Hikaru Yaotome. El 1 de enero de 2011, apareció en la serie de TV Tokyo Nakama Yukie no Aoi Chikyū, siendo este su primer trabajo profesional en casi cuatro años. En mayo del mismo año, Ayukawa interpretó a Yūki Minami en una adaptación teatral de la serie Tumbling, papel que repitió en 2012. 
En su blog oficial, Ayukawa comentó que a pesar de ahora tener trabajo estaba lejos de "sentirse cómodo": «No es como si tuviera un evento en el cual participar todos los años, o una gira de conciertos a la que ir cada temporada. No tengo artículos en revistas ni programas de televisión regulares. Tampoco tengo un lugar de trabajo al que pueda ir todos los días. [...] Mi madre una vez me dijo que "las celebridades deben ser vistas o serán olvidadas. Siempre hay nuevos chicos o grupos para reemplazarte". ¡Los chicos nuevos dan miedo! ¡Son más terroríficos que las películas de terror!».
Desde su debut como actor hasta 2018, Ayukawa estuvo afiliado a Production Ogi, cuando pasó a ser artista independiente. Aparece principalmente en obras de teatro y musicales.

## Filmografía

### Teatro
- Show Geki・Shock (2002)
- Shock 〜is Real Shock〜 (2003)
- Stand by Me (2003, Tokyo Metropolitan Art Space) como Teddy Duchamp
  - Stand by Me (2004, The Globe Tokyo)
- Tumbling vol.2 (2011, TBS Akasaka ACT Theater/Misonoza/Theater BRAVA!/Foro Internacional de Tokio) como Yūki Minami
  - Tumbling vol.3 (2012, Foro Internacional de Tokio) como Yūki Minami
- Ai ga Korose to Sasayaita (2011, Sogetsu Hall) como Yūji Yamagata
- Haisukūru Uta Gekidan ☆ Otoko-gumi (2012, The Galaxy Theatre) como Yōichi Furuta
- Re-miniscence 【Stylishshine!! Vol.2】 (2012, Big Tree Theatre) como Tōba
- Nemurenu Machi no Oji-sama (2012, Space Zero) como Yamato
- Godzilla (2013, Osaka Municipal Art Innovation Center) como Godzilla
- Schwatch (2013, Red Theatre) como Yoshinori
- Go,JET!GO!GO! Vol.3 〜Mr.MOOOOn Light〜 (2013, Studio Aqua) como Daichi
  - GO,JET!GO!GO! 〜I LOVE YOU Ga ienakute〜 (2013, Space107)
- Shippo no naka ma-tachi 2 (2013, Ebisu Echo Theater) como Kanchi Goemon
- Kiss me you ~Ganbatta shinpū-tachi e~ (2013, Nuevo teatro nacional) como Yōsuke Uchida
- Gokujō Bungaku IV ~Yabunonaka~ (2013, Haiyuza Theater) como Marido
- Demo mirai ni wa kimi ga iru (2013, Aoyama Round Theatre)
- Hana Yori Dango: Yori Saranheyo!! (2013, Kinkero Theater) como Jang Keun-Sol
- Basara: Dai 2-shō (2014, Theatre senjyu) como Ageha
- Saikometorā EIJI 〜tokei shikake no ringo (2014, CBGK Shibugeki!!)
- Day in a Sun (2014, Kinokuniya hall) como Chiaki Tōgane

### Televisión
- Kinpachi-sensei (2004, TBS) como Takashi Kozuka
- Urakara (2011, TV Tokyo) como Takematsu Takaaki
- Kinpachi-sensei (2011, TBS) como Takashi Kozuka
- Haisukūru Uta Gekidan ☆ Otoko-gumi (2013, CBC/TBS) como Yōichi Furuta
- Ōoku: Daiichibu 〜Saikyō no Onna〜 (2016, Fuji Television) como Tokugawa Iemoto
- Ōoku: Dainibu 〜Higeki no Shimai〜 (2016, Fuji Television) como Tokugawa Iemoto

### Películas
- Hitori Kakurenbo Gekijō-ban -Ma toshi densetsu- (2012) como Kikuhara Tsukamoto
- Joshikō (2016)

### Show de variedades
- Shounen Club (2001-07, NHK-BS2/BShi)
- Hadaka no Shōnen (2001-07, TV Asahi)
- Ponkikkīzu (2002-04, Fuji Television)
- Ya-Ya-yah (2003-07, TV Tokyo)
- Onigokko (2005-07)